# العلاقات اليمنية المالطية
العلاقات اليمنية المالطية هي العلاقات الثنائية التي تجمع بين اليمن ومالطا.

## مقارنة بين البلدين
هذه مقارنة عامة ومرجعية للدولتين:
| وجه المقارنة                                              | اليمن                   | مالطا                                                     |
| --------------------------------------------------------- | ----------------------- | --------------------------------------------------------- |
| المساحة (كم2)                                             | 555.00 ألف              | 316                                                       |
| عدد السكان (نسمة)                                         | 28.25 مليون             | 465.29 ألف                                                |
| الكثافة السكانية (ن./كم²)                                 | 50.9                    | 147.24 ألف                                                |
| العاصمة                                                   | صنعاء عدن (عاصمة مؤقتة) | فاليتا                                                    |
| اللغة الرسمية                                             | اللغة العربية           | اللغة المالطية، لغة إنجليزية                              |
| العملة                                                    | ريال يمني               | يورو، ليرة مالطية                                         |
| الناتج المحلي الإجمالي (بليون دولار)                      | 18.21 مليار             | 12.54 مليار                                               |
| الناتج المحلي الإجمالي (تعادل القوة الشرائية) بليون دولار | 75.69 مليار             | 14.68 مليار                                               |
| الناتج المحلي الإجمالي الاسمي للفرد دولار أمريكي          | 1.41 ألف                | 22.60 ألف                                                 |
| الناتج المحلي الإجمالي للفرد دولار أمريكي                 |                         |                                                           |
| مؤشر التنمية البشرية                                      | 0.498                   | 0.839                                                     |
| رمز المكالمات الدولي                                      | +967                    | +356                                                      |
| رمز الإنترنت                                              | .ye                     | .mt                                                       |
| المنطقة الزمنية                                           | ت ع م+03:00             | توقيت وسط أوروبا، ت ع م+01:00، ت ع م+02:00، أوروبا/مالطا ‏ |

## منظمات دولية مشتركة
يشترك البلدان في عضوية مجموعة من المنظمات الدولية، منها:
| علم المنظمة | اسم المنظمة                               | تاريخ انضمام اليمن | تاريخ انضمام مالطا |
| ----------- | ----------------------------------------- | ------------------ | ------------------ |
|             | يونسكو                                    | 2 أبريل 1962       | 10 فبراير 1965     |
|             | مؤسسة التمويل الدولية                     | 22 مايو 1970       | 1 يونيو 2005       |
|             | المركز الدولي لتسوية المنازعات الاستشارية | 20 نوفمبر 2004     | 3 ديسمبر 2003      |
|             | منظمة حظر الأسلحة الكيميائية              | ?                  | ?                  |
|             | وكالة ضمان الاستثمار متعدد الأطراف        | 12 مارس 1996       | 12 سبتمبر 1990     |
|             | الاتحاد البريدي العالمي                   | ?                  | ?                  |
|             | الاتحاد الدولي للاتصالات                  | 1931               | 1965               |
|             | منظمة الشرطة الجنائية الدولية             | ?                  | ?                  |
|             | الأمم المتحدة                             | 30 سبتمبر 1947     | 1 ديسمبر 1964      |
|             | البنك الدولي للإنشاء والتعمير             | 3 أكتوبر 1969      | 26 سبتمبر 1983     |

## وصلات خارجية
- موقع وزارة الخارجية المالطية